# Reus Imperials
Els Reus Imperials són un club català de futbol americà de la ciutat de Reus.
El club nasqué l'any 1989 a la ciutat de Tarragona amb el nom de Tarraco Imperials per iniciativa de Josep Castan i Solanellas. Els seus primers camps d'entrenament foren a La Pineda, Sant Pere i Sant Pau i La Granja i els primers amistosos els enfrontaren als Cavaliers de Vilanova, Vickings de Vic i Alics d'Amposta. L'equip disputà la Lliga Catalana i posteriorment s'afilià a l'Spain Football League. La temporada 1992-93 es traslladà a la vila de Les Borges del Camp. La següent temporada s'instal·là a Reus gràcies al suport de l'Institut Municipal de l'Esport de la ciutat. De forma paral·lela es creà l'Escola Municipal de Futbol Americà de Reus. La temporada 1996-97 fitxà el primer jugador americà i es proclamà campió de Catalunya per primer cop.
Després de perdre la final de la lliga en 2017, el 2018 renuncia a la Sèrie A de la Lliga espanyola de futbol americà masculina per manca de finançament econòmic per fer els fitxatges necessaris per confeccionar la plantilla, i l'objectiu del club es dedica a l'esport de base.

## Palmarès
- 8 Lliga catalana de futbol americà: 1998, 1999, 2006, 2008,[3] 2009, 2011,[4] 2012, 2013
- 2 Copa catalana de futbol americà: 1998, 1999
- 2 Supercopa catalana de futbol americà: 1998-99, 1999-00
- 4 LNFA 2: 2008, 2009, 2010, 2015